# Josep Maria López-Picó
Pour les articles homonymes, voir López.
Josep Maria López-Picó, né à Barcelone en 1886 et mort en 1959, est un poète et éditeur catalan.
Il fut le co-directeur de la revue  La Revista (ca) avec Joaquim Folguera.

## Œuvres

### Poésie
- Intermezzo galant (1910)
- Turment-frument (1910)
- Poemes del port (1911)
- Amor, senyor (1912)
- Epigramata (1915)
- L'ofrena (1915)
- Cants i al·legories (1917)
- El meu pare i jo (1920)
- Popularitat (1922)
- La nova ofrena (1922)
- Elegia (1925)
- Invocació secular (1926)
- Epitalami (1931)
- Epigrama barceloní de maig (poème présenté aux Jeux floraux de Barcelone de 1933)
- Variacions líriques (1935)
- Epifania (1936)
- Poblet (prix de l'églantine d'or aux Jeux floraux de Barcelone de 1936)
- Via Crucis (1947)
- Maria Assumpta (1947)
- Job (1948)
- Oda a Roma (1950)
- El mirall de Déu (1951)

### Prose
- Moralitats i pretextos (1917)
- L'home del qual es parla (1922)
- A mig aire del temps (1935)
- Lleures del pensament (1935)